# Vysoký hrádek
Vysoký hrádek (též Vysoký Hrádek, nebo také uváděn jako zámek Březí u Týna nad Vltavou, německy Hohen-Hradek, nebo Hoch-Hradek) je renesanční zámek, stojící na okraji zaniklé obce Březí u Týna nad Vltavou, v těsné blízkosti Jaderné elektrárny Temelín. Od roku 1997 v zámku sídlí informační centrum jaderné elektrárny.

## Popis
Jedná se dvoukřídlou patrovou budovu s průčelím mířícím k jihu. Uprostřed průčelí se nachází dvoupatrová věž se vchodem a nad ním umístěným erbem Malovců z Chýnova s letopočtem 1805 a iniciálami WM (Wenceslaus Malowetz). Při východní straně věže stojí patrová stavba, patrně bývalá tvrz. Západní křídlo pak pochází z 19. století. K zámku od severu přiléhá park se dvěma rybníky. Ten je od dubna do října přístupný veřejnosti.

## Poloha
Vysoký Hrádek se nachází v jižním výběžku Píseckých hor na komunikaci II/105 mezi Týnem nad Vltavou a Hlubokou nad Vltavou. Náleží do katastru Březí u Týna nad Vltavou, severozápadně od zámku byla ve vzdálenosti cca 1 km dnes již zaniklá obec Křtěnov.

## Historie
V roce 1362 je připomínán Rynart z Březí. Další písemná zmínka o Březí pochází z roku 1367, kdy po smrti Alberta z Březí a vymření zdejšího vladyckého rodu obec získali jejich příbuzní – páni z Býšova. Albert pravděpodobně již v té době sídlil na tvrzi, která stála v místech dnešního zámku. V roce 1367 je také připomínám Svatomír z Březí a v roce 1373 Přibyslav, Smil a Bušek z Březí. Vysokým církevním hodnostářem byl Aleš z Březí.(† 1442).  Další zmínky o tvrzi pochází z roku 1440, kdy na ní seděl Oldřich z Býšova, a v letech 1507 a 1517 Jindřich z Býšova. V roce 1520 jej získali Jan a Mikuláš Rendlové z Úšavy. V roce 1526 ji od Mikuláše za 1000 kop grošů odkoupil Jan Nebřehovský z Nebřehovic a následně v roce 1556 za 2 825 kop grošů rytíř Zikmund Malovec.

### Malovcové
V roce 1577 tvrz zdědil Pavel Malovec a po něm Václav Malovec. Ten do roku 1616 seděl na Chvalešovicích, které prodal Václavu Malovcovi z Dřítně, a přesídlil na Vysoký hrádek. O rok později získala tvrz kšaftem Anna Benedová z Vřesovic. Po její smrti majetek zdědil Pavel Malovec a po něm v roce 1666 Jan Oldřich Malovec. Následně přešel do majetku Václava Malovce, který padl v bojích s Turky v roce 1686, a následně Jana Bohuslava Malovce. V roce 1700 tvrz zdědil Vilém Arnošt Malovec a o deset let později jeho syn Ferdinand Ignác Malovec. V roce 1760 přechází na Arnošta Viléma Malovce a deset let později jeho synovec Maxmilián Malovec. Žádný z těchto majitelů však na tvrzi patrně nesídlili, neboť většinou jsou jako sídla u nich uváděny Skalice, Vysoký Dvůr, Zdíkov a Čestice. V roce 1790 přešel do vlastnictví Václava Malovce, který jej nechal v roce 1805 přestavět na zámek. Po něm jej zdědil František Malovec, který statek v roce 1825 odprodal za 65 000 zlatých Josefu Hirschovi a jeho manželce baronce Barboře Lipovské.

### 19. století - 1. polovina 20. století
Ve 30. letech 19. století pak Johann Gottfried Sommer ve svém spise zaznamenal zámek s kaplí sv. Anny a kancelářemi hospodářské správy. V roce 1848 statek zdědil Josef Hirsch ml., jenž ho v roce 1882 prodal za 148 000 zlatých Václavovi a Anežce Wenzelovým a od nich ho v roce 1894 za 306 000 korun zakoupil Josef Sailer. V roce 1914 pak přešel do majetku PhDr. Matěje Kováře, jeho manželky Antonie, JUC. Jaromíra Kováře a Marie Antoniety Kovářové, přičemž každý z nich držel jednu čtvrtinu. Následně docházelo k rychlému střídání majitelů. V roce 1925 velkostatek za 1 350 000 Kčs odkoupil František Hromádko a o rok později za 1 700 000 Hedvika Šulcová a Antonín Hynek. V roce 1927 jej získali manželé Zahradníkovi. Od nich velkostatek se zámkem v roce 1933 odkoupil ing. Václav Diviš, který nechal zámek v letech 1935-36 opravit. Projekt zpracovali architekti Elly a Oskar Oehlerovi. V roce 1943 přešel do správy Jindřišky Divišové a jejího syna Jana, jimž byl v roce 1948 v rámci pozemkové reformy zabaven a zestátněn.

### 2. polovina 20. století
Ve druhé polovině 20. století zámek využívalo zdejší JZD. Teprve v roce 1987 začali památkáři ve spolupráci s Městským muzeem v Týně nad Vltavou zámek opravovat a měl zde být umístěn depozitář muzea. Po ukončení činnosti JZD se však zámek stal terčem útoků vandalů, a tak došlo ke změně plánů.
Na počátku 90. let zámek získali zpět v restituci potomci Divišových, kteří jej v roce 1994 odprodali společnosti ČEZ. Ta provedla jeho kompletní rekonstrukci a od října 1997 zámek slouží jako školící středisko a informační centrum Jaderné elektrárny Temelín.

## Zajímavosti
- Nachází se zde turistická známka TZ No. 2002 – Zámeček Vysoký Hrádek – Jaderná elektrárna Temelín.[3]